# Karl Schulze (aviron)
Pour les articles homonymes, voir Karl Schulze.
Karl Schulze, né le 5 mars 1988 à Dresde, est un rameur d'aviron allemand.

## Palmarès

### Jeux olympiques
- 2012 à Londres,  Royaume-Uni
  -  Médaille d'or en quatre de couple

### Championnats du monde
- 2011 à Bled,  Slovénie
  -  Médaille d'argent en quatre de couple